# نفيديات
النفيديات (الاسم العلمي: Terebratulida)، هي واحدة من فصائل عضديات الأرجل الثلاث، تنتمي إلى طائفة المخطمانية.